# 6604 Ilias
6604 Ilias (1990 QE8) là một tiểu hành tinh vành đai chính được phát hiện ngày 16 tháng 8 năm 1990 bởi Elst, E. W. ở La Silla.